# Africophilus josi
Africophilus josi är en skalbaggsart som beskrevs av Omer-cooper 1969. Africophilus josi ingår i släktet Africophilus och familjen dykare. Inga underarter finns listade i Catalogue of Life.